# Clostridium sporogenes
Clostridium sporogenes ist ein grampositives, stäbchenförmiges, sporenbildendes, bewegliches Bakterium der Gattung Clostridium. Es wächst unter mesophilen, anaeroben Bedingungen bei einem pH-Wert von 5,7 bis 8,5 (optimal pH 7). Es kommt im menschlichen wie tierischen Darm, dem Erdboden und Meerwasser- sowie Süßwassersedimenten vor. Auf Blutagar sind die Kolonien groß, flach mit rhizoidem Rand. Das Zentrum ist häufig glatt und durchsichtig. Der Rest der Kolonie ist trocken und rau. Stämme von C. sporogenes produzieren Gas und Säure aus Glucose und Maltose, können jedoch keine Lactose fermentieren. Clostridium sporogenes ist ein stark proteolytischer Organismus. Bei der Deaminierung von Protein wird das umgebende Medium basisch, sodass die Säureproduktion maskiert sein kann. Im Käse kann es Weißfäule verursachen. Aufgrund der nahen Verwandtschaft und ähnlichen Eigenschaften werden Stämme von C. sporogenes als Ersatz für C. botulinum bei der Ermittlung von D-Werten zur Gewährleistung der kommerziellen Sterilität von Lebensmittelkonserven eingesetzt.